# Frihetens legender
Frihetens legender är en samlingsskiva av Björn Ehrling, utgiven 1978. Skivan innehåller portugisiska visor i översättning av Owe Junsjö.

## Låtförteckning
| A1 |  | Fado Från Bergen (Fadinho Serrano) Written-By – Arlindo de Carvalho*, Hernani Correia*, Owe Junsjö                                 |
| A2 |  | Har Du Sett? (Vejam Bem) Written-By – José Afonso, Owe Junsjö                                                                      |
| A3 |  | Det Är Tid Att Skörda (Campones A Terra É Tua) Written-By – Arlindo de Carvalho*, João Dias, Owe Junsjö                            |
| A4 |  | Katarina (Cantar Alentejano) Written-By – José Afonso, Owe Junsjö                                                                  |
| A5 |  | Nu Har Vi Fest (Dia De Festa) Written-By – J. Negalha*, Luis Cilia, Owe Junsjö                                                     |
| A6 |  | Fascisten (O Facho) Written-By – Owe Junsjö, Paulo de Carvalho*                                                                    |
| B1 |  | Sång Från Sesimbra (Vira De Sesimbra) Written-By – Arlindo de Carvalho*, Owe Junsjö                                                |
| B2 |  | Nu Är Vi Fria (Somos Livres) Written-By – Maria Ermelinda Oliviera Duarte*, Owe Junsjö                                             |
| B3 |  | Lissabon Fado (Lisboa Menina E Moça) Written-By – Fernando Tordo, Joaquim Pessoa, José dos Santos*, Owe Junsjö, Paulo de Carvalho* |
| B4 |  | Coimbra Written-By – José Galhardo, Owe Junsjö, Raul Ferrão*                                                                       |
| B5 |  | Variationer I C-Moll (Variações) Written-By – José Fontes Rocha                                                                    |
| B6 |  | Den Dagen Written-By – Owe Junsjö, Vital Assuncao*                                                                                 |